# Алексеев, Николай Николаевич (математик)
Никола́й Никола́евич Алексе́ев (5 [17] мая 1827 — 3 [15] марта 1881) — российский математик, адъюнкт Петербургской Академии наук (1879), член-учредитель Московского математического общества.
Труды по теории эллиптических функций, интегрированию дифференциальных уравнений, теории рядов.

## Биография
Учился в Александринском сиротском институте, затем поступил физико-математический факультет Московского университета, который окончил в 1847 году со степенью кандидата и серебряной медалью за работу: «Вычисление сжатия земли по наблюдениям с помощью способа наименьших квадратов».
Преподавал математику, в 1853—1866 годах, в Александринском сиротском кадетском корпусе, преобразованном затем в Александровское военное училище (1863—1866); затем, в 1866—1870 годы, работал учителем и инспектором 2-й петербургской военной гимназии. После того, как Совет Московского университета удостоил Алексеева учёной степени доктора математических наук honoris causa, 22 сентября 1871 года он был назначен сверхштатным ординарным профессором Варшавского университета по кафедре чистой математики, через год утвержден ординарным профессором, в январе 1876 года стал деканом физико-математического факультета. В университете Алексеев читал аналитическую геометрию, высшую алгебру, теорию определённых интегралов, интегрирование дифференциальных уравнений и теорию вероятностей.
1 января 1877 года Н. Н. Алексеев был уволен от службы, за выслугу срока на пенсию действительным статским советником.
5 октября 1879 года избран в адъюнкты Академии наук по физико-математическому отделению (чистая математика).

Умер 3(15) марта 1881 года в Санкт-Петербурге. Похоронен в Воскресенском Новодевичьем монастыре (Санкт-Петербург).

## Научные труды
Н. Н. Алексеев издал первый на русском языке курс интегрального исчисления; за этот курс Академия Наук присудила ему половинную демидовскую премию. В 1870-х годах этот курс появился вторым изданием, значительно дополненным и исправленным:
- Начала интегрального исчисления / Сост. Н. Алексеев, наставник-наблюдатель при Александр.-сирот. корпусе. Кн. 1-2. — Москва: тип. В. Готье, 1861—1862.
  - Интегральное исчисление / Сост. Николай Алексеев, орд. проф. Имп. Варш. ун-та. — 2-е изд. Кн. 1. — Москва: Унив. тип. (Катков и К°), 1874. — VIII, 368 с.

В его курсе аналитической геометрии впервые по-русски были изложены аналитические начала новой геометрии Шаля, Мёбиуса и Штейнера.
- Аналитическая геометрия на плоскости / Сост. Н. Алексеевым. Вып. 1. — Москва: тип. В. Готье, 1865. — [6], 218, 16 с.

Будучи членом-учредителем московского математического общества, Алексеев принимал деятельное участие в его трудах и напечатал в «Математическом Сборнике» целый ряд статей, относящихся к различным отделам чистой математики. Так, в І-м томе за 1866 год помещены им две статьи: «Свойство интегралов от алгебраических иррациональных функций, которые выражаются одними логарифмами» и «Интегрирование дифференциалов, содержащих корень квадратный из многочлена четвертой степени и дифференциалов, содержащих корень кубичный из многочлена третьей степени; во II-м томе: Криволинейные ортогональные координаты, в приложении к исследованию кривизны кривых на различных поверхностях; в III-м томе: «О значениях интегрирующего фактора при определении вида интеграла однородного дифференциального уравнения первого порядка» и «Исследования о функциях, подобных функциям Лежандра».
В 1868 году, на первом съезде русских естествоиспытателей Алексеев сделал сообщение «Об эллиптических интегралах с различными модулями», а на втором съезде — «Об интегрирующем факторе дифференциальных уравнений первого порядка и первой степени».
- Интегрирование дифференциальных уравнений / Сост. д-р математики Н. Алексеев. Вып. 1. — Москва: Унив. тип. (М. Катков), 1878.

После утверждения адъюнктом он представил в Петербургскую Академию наук две замечательные записки: одну — о весьма простом способе для нахождения полных интегралов уравнений первого порядка с постоянными коэффициентами, а другую:
- О подходящих дробях, получаемых при извлечении квадратного корня из целого многочлена какой-либо степени: (Чит. 11 нояб. 1880 г.) / [Соч.] Н. Алексеева. — [Санкт-Петербург]: тип. Имп. Акад. наук, 1881. — 18 с.